# 제21회 대한민국국제청소년영화제
제21회 대한민국국제청소년영화제는 2021년 10월 15일에 열린 시상식이다.

## 수상 및 후보

### 종합대상
- 그까짓 거 - 김경범 수상

### 단체상 - 금상
- 십장생 - 정재연 수상
- 모습 - 이주왕 수상
- 찌개 - 김보경 수상
- 너와 나란히 - 주라보예프 자홍기르 수상

### 단체상 - 은상
- 베스트셀러 - 박소현 수상
- 엔터테인먼트 - 정준교 수상
- 바다봉투 - 박준서 수상
- 엄마네 제첩국 - 정예윤 외 1명 수상

### 단체상 - 동상
- 소리의 잔상 - 박소현 수상
- 현재의 소원 - 조해슬 수상
- 역몽 - 최민채 수상
- 새신을 신고 - 김예범 수상

### 연기상
- 그녀의 이별법 - 박현서 수상
- 낙엽 - 김단율 수상
- 찌개 - 신서진 수상
- 너와 나란히 - JURABOEV JAKHONGIR 수상
- 너와 나란히 - 정성운 수상
- 너와 나란히 - 박중언 수상

### 지도교사상
- 너와 나란히 - 서용진 수상
- 엄마네 제첩국 - 이재영 수상
- 새신을 신고 - 강은영 수상

### 감사패
- 김선우 수상
- 최정우 수상

### 특별상 - 금상
- 시니어보릿고개 - 서혜주 수상

### 특별상 - 은상
- 역몽 - 최민채 수상

### 특별상 - 동상
- 당신과 나 사이 - 김응건 수상

### 네티즌상 - 금상
- 담배나라 - 유효린 수상

### 네티즌상 - 은상
- 이지오 - 오신재 수상

### 네티즌상 - 동상
- 역몽 - 최민채 수상

### 초등부
- 네오 - 김민성
- 내일은 하모니 - 김나연
- 엄마네 제첩국 - 정예윤 외 1명
- 제법인데? - 함준우
- 담배나라 - 유효린
- 너와 나란히 - JURABOEV JAKHONGIR
- 나만의 구슬 - 고유리
- 새신을 신고 - 김예범
- 상금을 위하여 - 윤세령
- 진짜? 친구! - 윤찬혁

### 중등부
- 바다봉투 - 박준서
- 과오 - 이다해 외 1명
- 너의 의미 - 김민영
- J가 L에게 - 이수빈
- 내 방 침대 - 곽아영
- 역몽 - 최민채
- 찌개 - 김보경
- 너희는 뭐하고 놀아? - 조단영
- 이지오 - 오신재
- 여행 - 정나무

### 고등부
- GONE - 채희성
- 똑똑한 애들은 안 걸려 - 김도예
- 가방속으로 - 김재인
- 현재의 소원 - 조해슬
- 수상한 과학실 - 정유나
- 모습 - 이주왕
- 어른아이 - 신하빈
- 돌아오다 - 김성민
- 엔터테인먼트 - 정준교
- 그까짓 거 - 김경범
- 낙엽 - 정현우
- 보통학생 - 류성환
- 머핀의 법칙 - 한산하

### 대학부
- 달을 삼킨 새 - 김채림
- 독영 - 전해정
- 젊은 우리 젊은 날 - 정민승
- 세상이 그대를 힘들게 할지라도 - 조영상 외 1명
- 십장생 - 정재연
- 육체의 고백 - 김가은
- 크리에이터 - 이서현
- 쓰리쿠션 - 이경윤
- 소리의 잔상 - 박소현
- 베스트셀러 - 박소현
- 당신과 나 사이 - 김응건
- 그녀의 이별법 - 이준혁